# Évry-Grégy-sur-Yerre
Évry-Grégy-sur-Yerre, parfois écrit  Évry-Grégy-sur-Yerres, est une commune française située dans le département de Seine-et-Marne, en région Île-de-France.

## Géographie

### Localisation
Évry-Grégy-sur-Yerre est à environ 5,4 km par la route, au sud-est de Brie-Comte-Robert.

### Communes limitrophes
| Brie-Comte-Robert |                      | Grisy-Suisnes      |
| Combs-la-Ville    | Évry-Grégy-sur-Yerre | Soignolles-en-Brie |
| Moissy-Cramayel   | Réau                 | Limoges-Fourches   |

### Géologie et relief
L'altitude de la commune varie de 50 mètres à 97 mètres pour le point le plus haut, le centre du bourg se situant à environ 91 mètres d'altitude (mairie). Elle est classée en zone de sismicité 1, correspondant à une sismicité très faible.

### Hydrographie

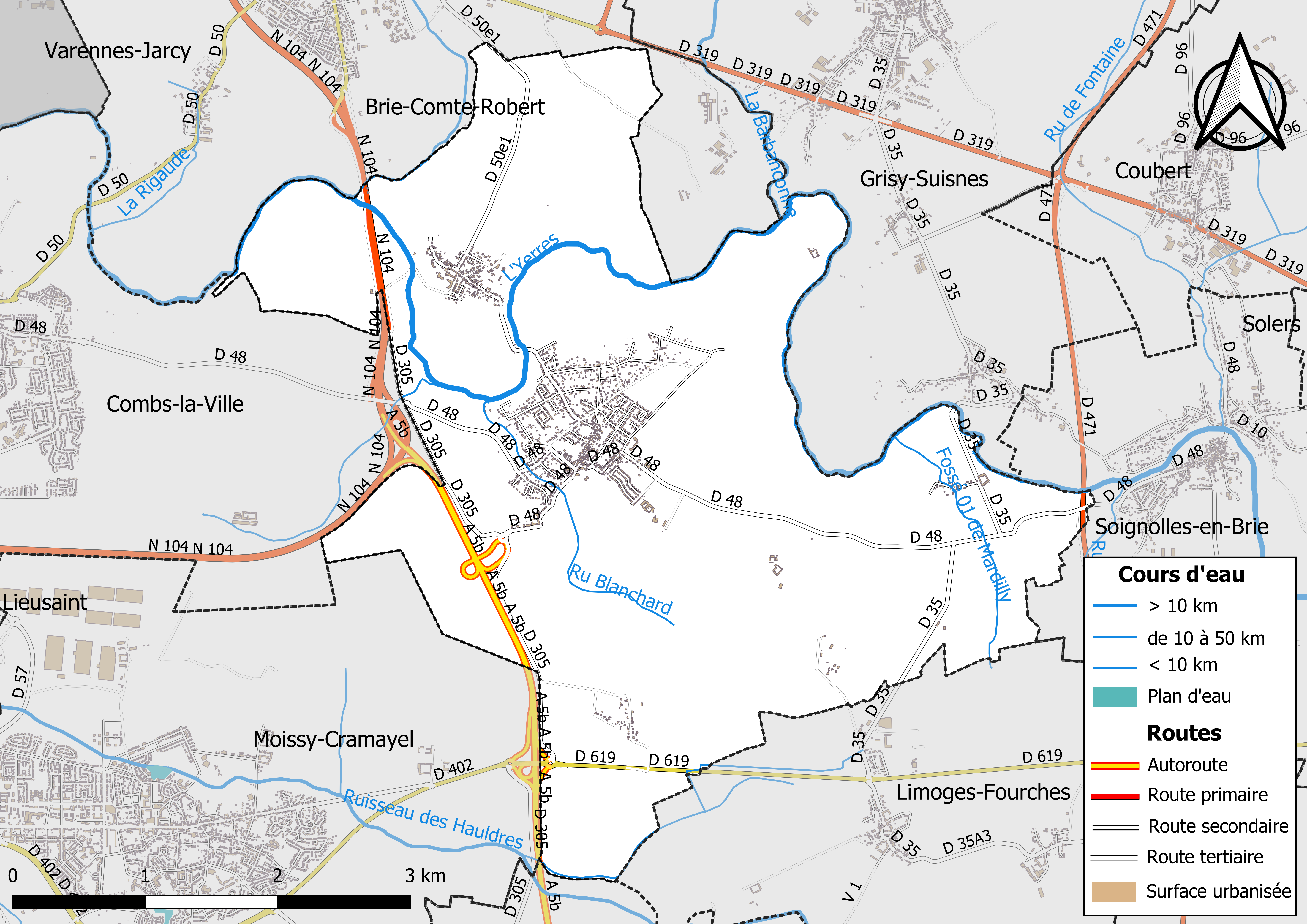
Carte des réseaux hydrographique et routier d'Évry-Grégy-sur-Yerre.

Le réseau hydrographique de la commune se compose de huit cours d'eau référencés :
- la rivière l’Yerres, longue de 98,23 km[6], affluent en rive droite de la Seine ;
  - le fossé 01 de Mardilly, 2,21 km[7], et ;
  - le ru de Ganisse , 2,55 km[8], et ;
  - le ru Blanchard, 2,64 km[9], et ;
  - le ru du Cornillot, 6,85 km[10], et ;
  - La Barbançonne, longue de 12,10 km[11], affluents de l’Yerres ;
- le fossé 01 du Bois de Cramayel, canal de 1,79 km[12] ;
- le fossé 01 des Pièces de Galande, 2,41 km[13], affluent du ruisseau des Hauldres.

La longueur totale des cours d'eau sur la commune est de 14,66 km.

#### Gestion des cours d'eau
Afin d’atteindre le bon état des eaux imposé par la Directive-cadre sur l'eau du 23 octobre 2000, plusieurs outils de gestion intégrée s’articulent à différentes échelles : le SDAGE, à l’échelle du bassin hydrographique, et le SAGE, à l’échelle locale. Ce dernier fixe les objectifs généraux d’utilisation, de mise en valeur et de protection quantitative et qualitative des ressources en eau superficielle et souterraine. Le département de Seine-et-Marne est couvert par six SAGE, au sein du bassin Seine-Normandie.
La commune fait partie du SAGE « Yerres », approuvé le 13 octobre 2011. Le territoire de ce SAGE correspond au bassin versant de l’Yerres, d'une superficie de 1 017 km2, parcouru par un réseau hydrographique de 450 kilomètres de long environ, répartis entre le cours de l’Yerres et ses affluents principaux que sont : le ru de l'Étang de Beuvron, la Visandre, l’Yvron, le Bréon, l’Avon, la Marsange, la Barbançonne, le Réveillon. Le pilotage et l’animation du SAGE sont assurés par le syndicat mixte pour l’Assainissement et la Gestion des eaux du bassin versant de l’Yerres (SYAGE), qualifié de « structure porteuse ».

### Climat
Pour des articles plus généraux, voir Climat de l'Île-de-France et Climat de Seine-et-Marne.
En 2010, le climat de la commune est de type climat océanique dégradé des plaines du Centre et du Nord, selon une étude du CNRS s'appuyant sur une série de données couvrant la période 1971-2000. En 2020, Météo-France publie une typologie des climats de la France métropolitaine dans laquelle la commune est exposée à un climat océanique altéré et est dans la région climatique Sud-ouest du bassin Parisien, caractérisée par une faible pluviométrie, notamment au printemps (120 à 150 mm) et un hiver froid (3,5 °C).
Pour la période 1971-2000, la température annuelle moyenne est de 11,1 °C, avec une amplitude thermique annuelle de 15,4 °C. Le cumul annuel moyen de précipitations est de 695 mm, avec 10,8 jours de précipitations en janvier et 7,8 jours en juillet. Pour la période 1991-2020, la température moyenne annuelle observée sur la station météorologique la plus proche, située sur la commune de Montereau-sur-le-Jard à 8 km à vol d'oiseau, est de 11,6 °C et le cumul annuel moyen de précipitations est de 657,9 mm,. Pour l'avenir, les paramètres climatiques de la commune estimés pour 2050 selon différents scénarios d'émission de gaz à effet de serre sont consultables sur un site dédié publié par Météo-France en novembre 2022.

### Milieux naturels et biodiversité

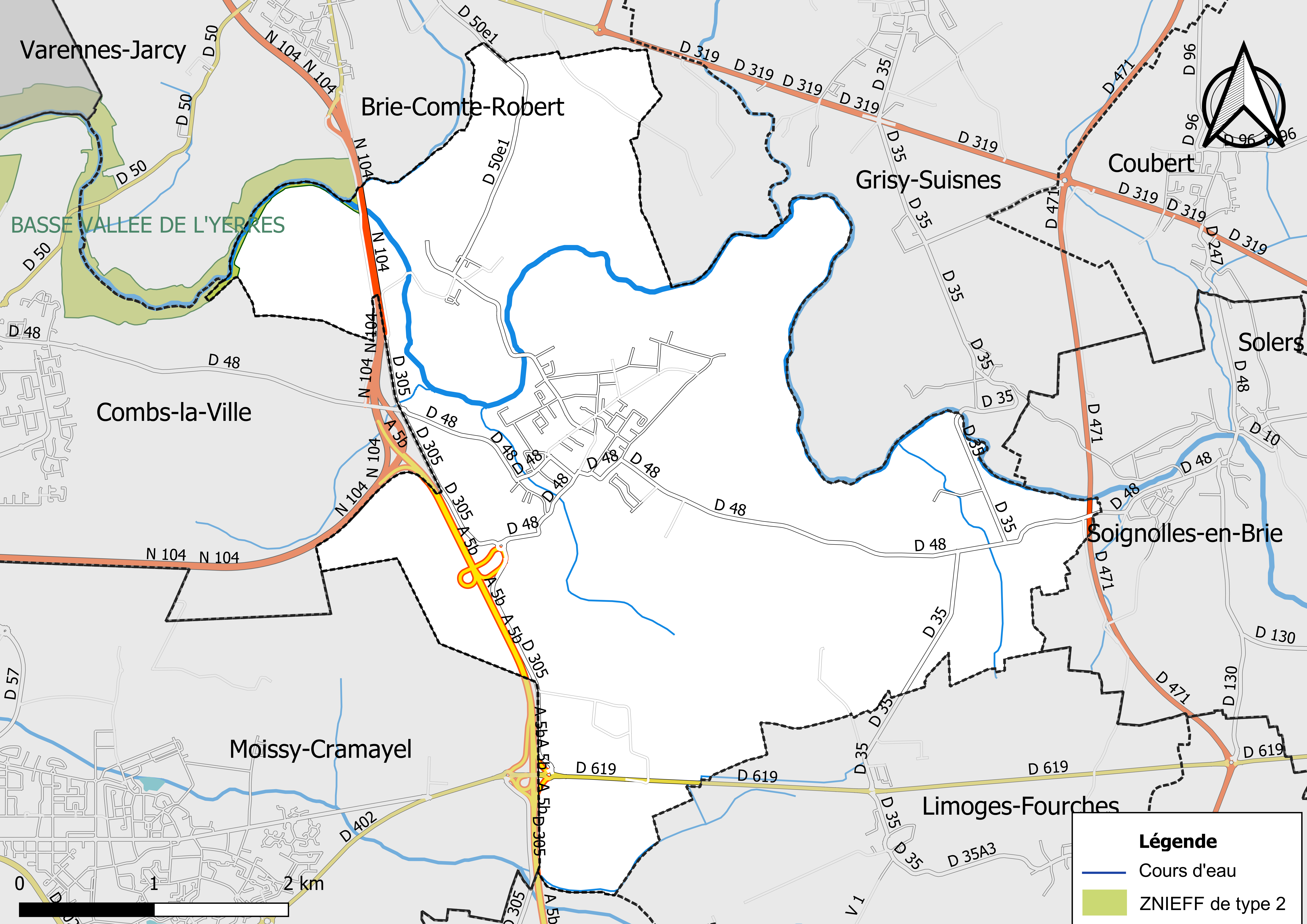
Carte des ZNIEFF de type 2 localisées sur la commune.

L’inventaire des zones naturelles d'intérêt écologique, faunistique et floristique (ZNIEFF) a pour objectif de réaliser une couverture des zones les plus intéressantes sur le plan écologique, essentiellement dans la perspective d’améliorer la connaissance du patrimoine naturel national et de fournir aux différents décideurs un outil d’aide à la prise en compte de l’environnement dans l’aménagement du territoire.
Le territoire communal d'Évry-Grégy-sur-Yerre comprend une ZNIEFF de type 2,,, 
la « Basse vallée de l'Yerres » (669,56 ha), couvrant 15 communes dont 3 en Seine-et-Marne, 8 dans l'Essonne et 4 dans le Val-de-Marne.

## Urbanisme

### Typologie
Au 1er janvier 2024, Évry-Grégy-sur-Yerre est catégorisée bourg rural, selon la nouvelle grille communale de densité à sept niveaux définie par l'Insee en 2022.
Elle appartient à l'unité urbaine d'Évry-Grégy-sur-Yerre, une unité urbaine monocommunale constituant une ville isolée,. Par ailleurs la commune fait partie de l'aire d'attraction de Paris, dont elle est une commune de la couronne,. Cette aire regroupe 1 929 communes,.

### Lieux-dits et écarts
La commune compte 115 lieux-dits administratifs répertoriés consultables ici (source : le fichier Fantoir).

### Occupation des sols
L'occupation des sols de la commune, telle qu'elle ressort de la base de données européenne d’occupation biophysique des sols Corine Land Cover (CLC), est marquée par l'importance des territoires agricoles (79,8 % en 2018), une proportion sensiblement équivalente à celle de 1990 (79,9 %). La répartition détaillée en 2018 est la suivante : 
terres arables (79,8% ), forêts (11,5% ), zones urbanisées (8,7 %).
Parallèlement, L'Institut Paris Région, agence d'urbanisme de la région Île-de-France, a mis en place un inventaire numérique de l'occupation du sol de l'Île-de-France, dénommé le MOS (Mode d'occupation du sol), actualisé régulièrement depuis sa première édition en 1982. Réalisé à partir de photos aériennes, le Mos distingue les espaces naturels, agricoles et forestiers mais aussi les espaces urbains (habitat, infrastructures, équipements, activités économiques, etc.) selon une classification pouvant aller jusqu'à 81 postes, différente de celle de Corine Land Cover,,. L'Institut met également à disposition des outils permettant de visualiser par photo aérienne l'évolution de l'occupation des sols de la commune entre 1949 et 2018.

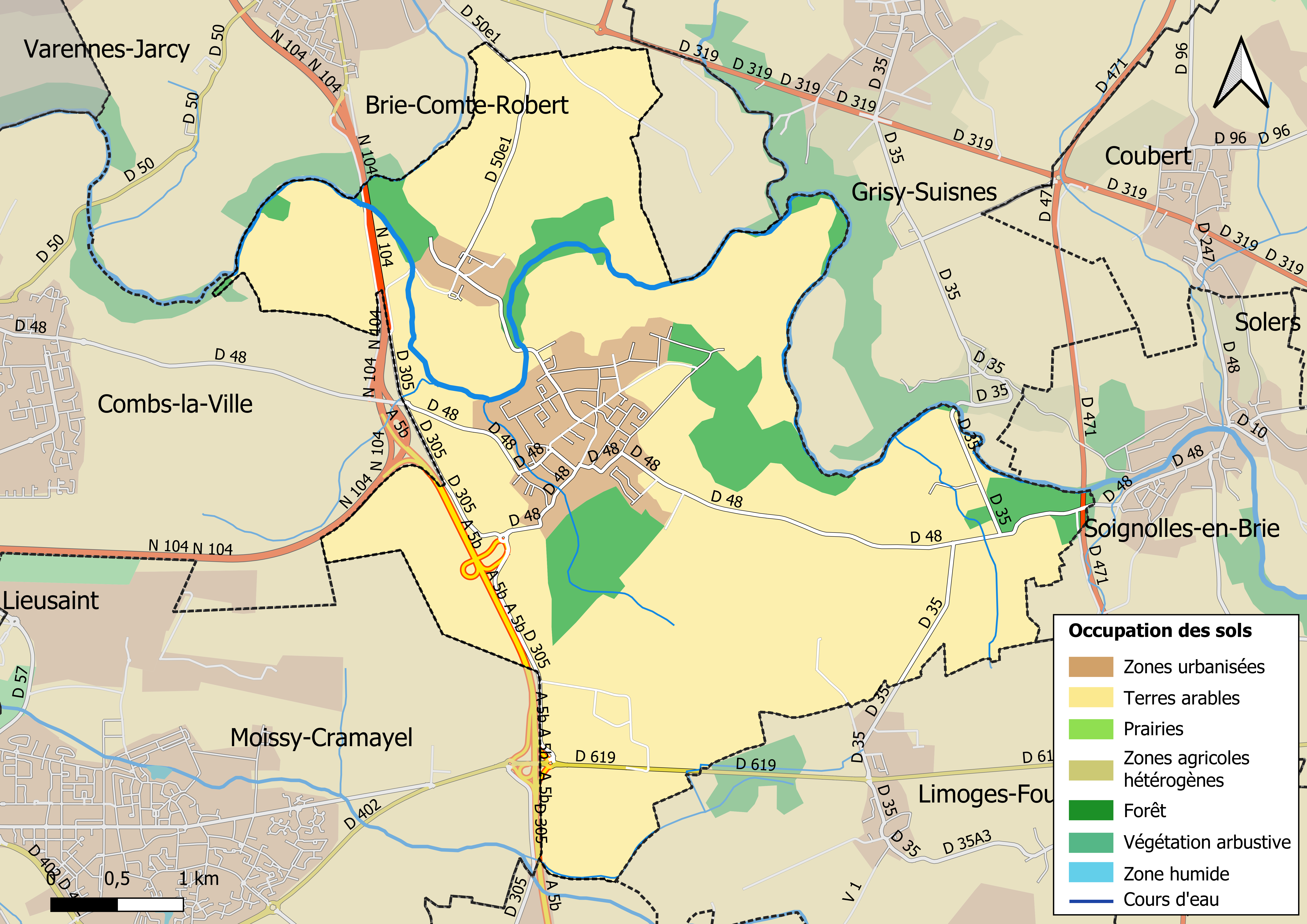
Carte des infrastructures et de l'occupation des sols en 2018 (CLC) de la commune.
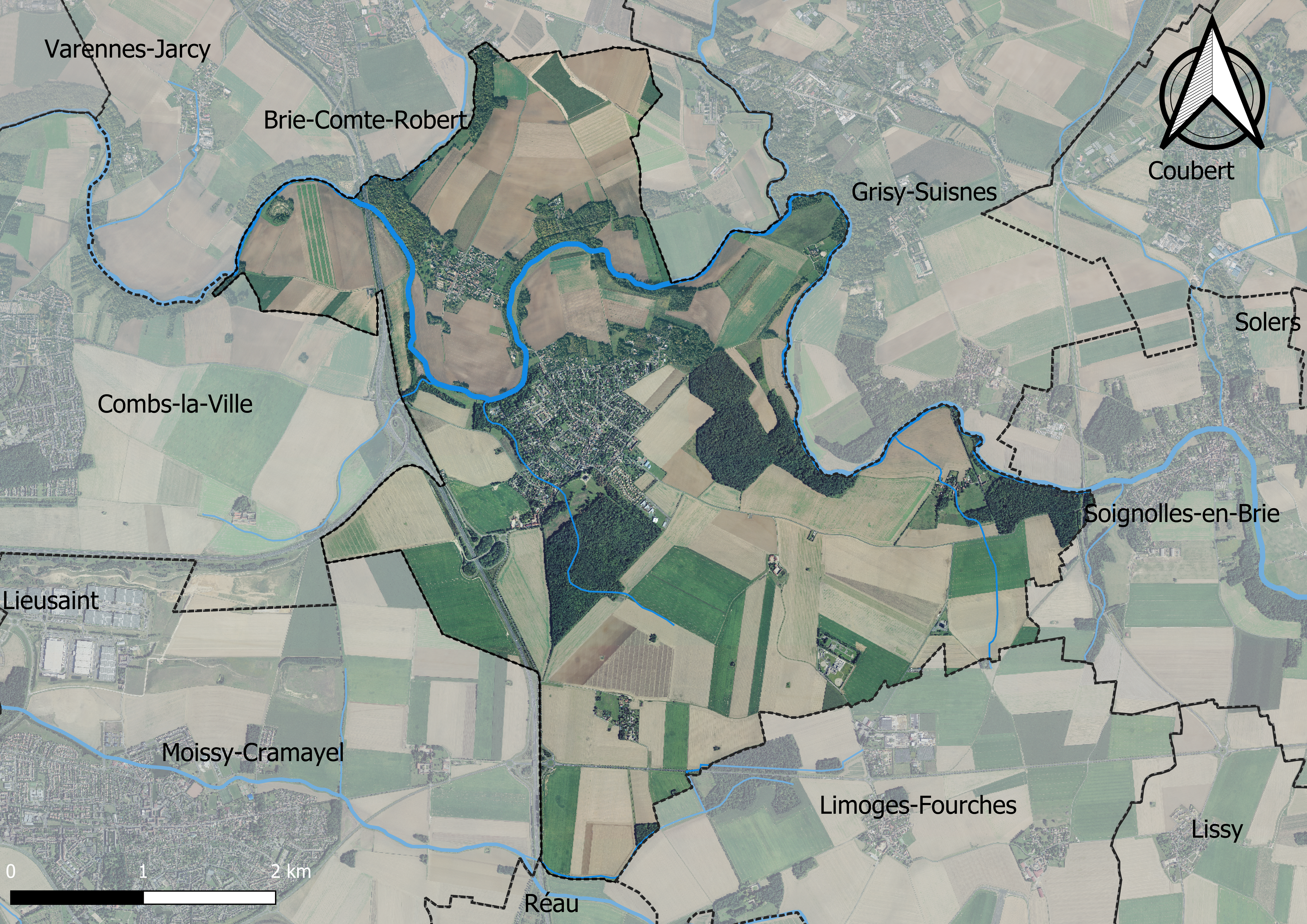
Carte orhophotogrammétrique de la commune.

### Planification
La commune disposait en 2019 d'un plan local d'urbanisme approuvé. Le zonage réglementaire et le règlement associé peuvent être consultés sur le Géoportail de l'urbanisme.

### Logement
En 2016, le nombre total de logements dans la commune était de 1 046 dont 95,3 % de maisons et 4,2 % d'appartements.
Parmi ces logements, 94,1 % étaient des résidences principales, 2,1 % des résidences secondaires et 3,8 % des logements vacants.
La part des ménages fiscaux propriétaires de leur résidence principale s'élevait à 88 % contre 10 % de locataires dont, 0,9 % de logements HLM loués vides (logements sociaux) et, 2 % logés gratuitement.

## Toponymie
La commune résulte de la fusion, en 1972, entre Évry-les-Châteaux et Grégy-sur-Yerre.
Évry est mentionné sous les formes Everi en 1199 ; Everiacum en 1224 ; Esvriacum in Bria en 1242 ; Everiacum in Bria en 1259 ; Evri Castri en 1285 ; Evri au XIIIe siècle ; Every en 1384 ; Every en Brie en 1385 ; Esviry en 1385 ; La seigneurie d'Evry les Chateaux en 1453 ; Averi au XVe siècle ; Esvry en Brye en 1569 ; Evry la Montagne en 1793.
Grégy est mentionné sous les formes Gregi en 1204 ; Gragiacum en 1206 ; Gragi au XIIIe siècle ; Grigiacum en 1258 ; Gragis en 1305 ; Ecclesia de Gregiaco en 1525 ; Gregy en Brie en 1668 ; Graigy en 1672 ; Greigy en 1673 ; Graigy en Brie en 1673,.
L'Yerres (prononcé [ jɛʁ]) est une rivière, affluent de la rive droite de la Seine, qui traverse la campagne et quelques villes.

## Histoire
Evry-les-Châteaux, mouvant du comté de Corbeil, appartenait au XVIIe siècle aux d'Aumont. Charlotte d'Aumont le vendit, le 28 juin 1688, à Jean-Charles Bernard et François son frère. Dix ans plus tard, en 1698, ceux-ci le revendirent à Paul-Etienne Brunet (+ 1717), seigneur de Rancy (près de Beaune), trésorier de la Maison du Roi, époux de Geneviève Colbert ; il acquit le restant en 1703. Son fils Gilles (1683-1762), qui fut intendant d'Auvergne puis de Moulins, acheta en 1715 la terre de la Palisse en Bourbonnais, qu'il fit ériger en marquisat en 1724, mais il dut la restituer aux Chabannes en 1730 par retrait féodal ; il prit dès lors le titre de marquis d'Evry.
Au cours de la Révolution française, la commune d'Évry-les-Châteaux porte le nom d'Évry-la-Montagne.
Grégy était mouvant de la vicomté et bailliage de Melun. En 1669, il appartenait (par moitié) aux enfants et héritiers de Guy de Brennes, gentilhomme ordinaire de la Chambre du Roi.
Évry-les-Châteaux et Grégy-sur-Yerres fusionnèrent en 1972 pour donner naissance à Évry-Grégy-sur-Yerre.

## Politique et administration

### Situation administrative
Évry-Grégy-sur-Yerre appartient au canton de Fontenay-Trésigny et à l'arrondissement de Melun. La commune appartenait auparavant au canton de Brie-Comte-Robert.

### Tendances politiques et résultats

#### Élections nationales
- Élection présidentielle de 2017[62]: 40,39% pour Emmanuel Macron (REM), 27,69% pour Marine Le Pen (FN), 78,14 % de participation.

### Liste des maires
Liste anciens Maires :
| Période                                  | Période | Identité                                      | Étiquette | Qualité |
| ---------------------------------------- | ------- | --------------------------------------------- | --------- | ------- |
| Les données manquantes sont à compléter. |         |                                               |           |         |
| 1801                                     | 1815    | Jean-LouisDaudier                             |           |         |
| 1857                                     | 1865    | Pierre, François Quinzard                     |           |         |
| 1866                                     | 1876    | Georges, Justin, Gilles Marquis d'Evry Brunet |           |         |
| 1877                                     | 1891    | Charles Guerard                               |           |         |
| 1892                                     | 1894    | Eugène Dubus                                  |           |         |
| 1894                                     | 1896    | Paul Baudier                                  |           |         |
| 1896                                     | 1900    | Alexandre, Honoré Vaillant                    |           |         |
| 1901                                     | 1908    | Ferdinand Garnot                              |           |         |
| 1909                                     |         | Adrien Lenormand                              |           |         |

Depuis la fusion des communes d'Évry-les-Châteaux et de Grégy-sur-Yerres en 1972, cinq maires se sont succédé :
| Période      | Période                | Identité           | Étiquette | Qualité                                                                                           |
| ------------ | ---------------------- | ------------------ | --------- | ------------------------------------------------------------------------------------------------- |
| février 1973 | mars 1989              | Louis Coire        |           |                                                                                                   |
| mars 1989    | mai 1991               | Alain Delamarre    |           |                                                                                                   |
| mai 1991     | mars 2001              | Anne-Marie Bricout |           | Institutrice puis directrice d'école Chevalier de la Légion d'honneur (2000)                      |
| mars 2001    | avril 2016 (démission) | Pierre Pluton      | UMP-LR    | Fonctionnaire Vice-président de la CC des Gués de l'Yerres                                        |
| juin 2016    | En cours               | Daniel Poirier     | LR        | Retraité 10e vice-président de la CC Brie des Rivières et Châteaux Réélu pour le mandat 2020-2026 |

### Environnement
Le 2 juin 2016, au plus fort de la crue européenne de 2016, en tentant de traverser sur un cheval l'Yerres qui a débordé de son lit et inondé un champ sur la commune d'Évry-Grégy-sur-Yerre, un homme de 74 ans trouve la mort par noyade après une chute, alors que sa monture survit.

## Équipements et services

### Eau et assainissement
L’organisation de la distribution de l’eau potable, de la collecte et du traitement des eaux usées et pluviales relève des communes. La loi NOTRe de 2015 a accru le rôle des EPCI à fiscalité propre en leur transférant cette compétence. Ce transfert devait en principe être effectif au 1er janvier 2020, mais la loi Ferrand-Fesneau du 3 août 2018 a introduit la possibilité d’un report de ce transfert au 1er janvier 2026,.

#### Assainissement des eaux usées
En 2020, la gestion du service d'assainissement collectif de la commune d'Évry-Grégy-sur-Yerre est assurée par la communauté de communes Brie des Rivières et Châteaux (CCBRC) pour la collecte, le transport et la dépollution,,.
L’assainissement non collectif (ANC) désigne les installations individuelles de traitement des eaux domestiques qui ne sont pas desservies par un réseau public de collecte des eaux usées et qui doivent en conséquence traiter elles-mêmes leurs eaux usées avant de les rejeter dans le milieu naturel. La communauté de communes Brie des Rivières et Châteaux (CCBRC) assure pour le compte de la commune le service public d'assainissement non collectif (SPANC), qui a pour mission de vérifier la bonne exécution des travaux de réalisation et de réhabilitation, ainsi que le bon fonctionnement et l’entretien des installations,.

#### Eau potable
En 2020, l'alimentation en eau potable est assurée par la communauté de communes Brie des Rivières et Châteaux (CCBRC) qui en a délégué la gestion à l'entreprise Suez, dont le contrat expire le 30 juin 2028,.

## Population et société

### Démographie
L'évolution du nombre d'habitants est connue à travers les recensements de la population effectués dans la commune depuis 1793. Pour les communes de moins de 10 000 habitants, une enquête de recensement portant sur toute la population est réalisée tous les cinq ans, les populations de référence des années intermédiaires étant quant à elles estimées par interpolation ou extrapolation. Pour la commune, le premier recensement exhaustif entrant dans le cadre du nouveau dispositif a été réalisé en 2007.

En 2022, la commune comptait 3 236 habitants, en évolution de +16,07 % par rapport à 2016 (Seine-et-Marne : +3,92 %, France hors Mayotte : +2,11 %).
| 1793 | 1800 | 1806 | 1821 | 1831 | 1836 | 1841 | 1846 | 1851 |
| ---- | ---- | ---- | ---- | ---- | ---- | ---- | ---- | ---- |
| 490  | 633  | 654  | 597  | 656  | 673  | 636  | 638  | 640  |

| 1856 | 1861 | 1866 | 1872 | 1876 | 1881 | 1886 | 1891 | 1896 |
| ---- | ---- | ---- | ---- | ---- | ---- | ---- | ---- | ---- |
| 605  | 603  | 586  | 536  | 597  | 550  | 544  | 562  | 549  |

| 1901 | 1906 | 1911 | 1921 | 1926 | 1931 | 1936 | 1946 | 1954 |
| ---- | ---- | ---- | ---- | ---- | ---- | ---- | ---- | ---- |
| 526  | 496  | 532  | 517  | 519  | 589  | 526  | 512  | 613  |

| 1962 | 1968 | 1975 | 1982  | 1990  | 1999  | 2006  | 2007  | 2012  |
| ---- | ---- | ---- | ----- | ----- | ----- | ----- | ----- | ----- |
| 584  | 559  | 805  | 1 605 | 1 830 | 2 041 | 2 232 | 2 262 | 2 572 |

| 2017  | 2022  | - | - | - | - | - | - | - |
| ----- | ----- | - | - | - | - | - | - | - |
| 2 866 | 3 236 | - | - | - | - | - | - | - |

## Jumelages
Case-Pilote (Martinique)
 Djidrel Mohguen (Mauritanie)
 Murroe (Irlande)

## Économie

### Revenus de la population et fiscalité
En 2019, le nombre de ménages fiscaux de la commune était de 1 094 (dont 81 % imposés), représentant 3 233 personnes et la  médiane du revenu disponible par unité de consommation  de 27 580 euros, le 1er décile étant de 17 830 euros avec un rapport interdécile de 2,5.

### Emploi
En 2018, le nombre total d’emplois dans la zone était de 525, occupant 1 394 actifs  résidants (dont 13,2 % dans la commune de résidence et 86,8 % dans une commune autre que la commune de résidence).
Le taux d'activité de la population (actifs ayant un emploi) âgée de 15 à 64 ans s'élevait à 74,6 % contre un taux de chômage de 5 %.
Les 20,4 % d’inactifs se répartissent de la façon suivante : 9,6 % d’étudiants et stagiaires non rémunérés, 6,8 % de retraités ou préretraités et 4 % pour les autres inactifs.

### Secteurs d'activité

#### Entreprises et commerces
Au 31 décembre 2019, le nombre d’unités légales et d’établissements (activités marchandes hors agriculture) par secteur d'activité était de 197 dont 6 dans l’industrie manufacturière, industries extractives et autres, 35 dans la construction, 57 dans le commerce de gros et de détail, transports, hébergement et restauration, 5 dans l’Information et communication, 9 dans les activités financières et d'assurance, 7 dans les activités immobilières, 44 dans les activités spécialisées, scientifiques et techniques et activités de services administratifs et de soutien, 21 dans l’administration publique, enseignement, santé humaine et action sociale et 13 étaient relatifs aux autres activités de services.
La commune abrite le siège social de SAS Institute France, leader des solutions de data mining.
En 2020, 46 entreprises ont été créées sur le territoire de la commune, dont 41 individuelles.
Au 1er janvier 2021, la commune ne disposait pas d’hôtel et de terrain de camping.

#### Agriculture
Évry-Grégy-sur-Yerre est dans la petite région agricole dénommée la « Brie française », (ou Basse-Brie), une partie de la Brie autour de Brie-Comte-Robert. En 2010, l'orientation technico-économique de l'agriculture sur la commune est la culture de céréales et d'oléoprotéagineux (COP).
Si la productivité agricole de la Seine-et-Marne se situe dans le peloton de tête des départements français, le département enregistre un double phénomène de disparition des terres cultivables (près de 2 000 ha par an dans les années 1980, moins dans les années 2000) et de réduction d'environ 30 % du nombre d'agriculteurs dans les années 2010. Cette tendance se retrouve au niveau de la commune où le nombre d’exploitations est passé de 16 en 1988 à 6 en 2010. Parallèlement, la taille de ces exploitations augmente, passant de 64 ha en 1988 à 146 ha en 2010.
Le tableau ci-dessous présente les principales caractéristiques des exploitations agricoles d'Évry-Grégy-sur-Yerre, observées sur une période de 22 ans : 
|                                      | 1988  | 2000  | 2010 |
| ------------------------------------ | ----- | ----- | ---- |
| Dimension économique,                |       |       |      |
| Nombre d’exploitations (u)           | 16    | 9     | 6    |
| Travail (UTA)                        | 31    | 16    | 10   |
| Surface agricole utilisée (ha)       | 1 019 | 1 188 | 874  |
| Cultures                             |       |       |      |
| Terres labourables (ha)              | 1 001 | 1 185 | 872  |
| Céréales (ha)                        | 579   | 728   | 532  |
| dont blé tendre (ha)                 | 384   | 587   | 406  |
| dont maïs-grain et maïs-semence (ha) | 150   | s     | s    |
| Tournesol (ha)                       | s     | s     |      |
| Colza et navette (ha)                | 92    | s     | 109  |
| Élevage                              |       |       |      |
| Cheptel (UGBTA)                      | 192   | 30    | 0    |

## Culture locale et patrimoine

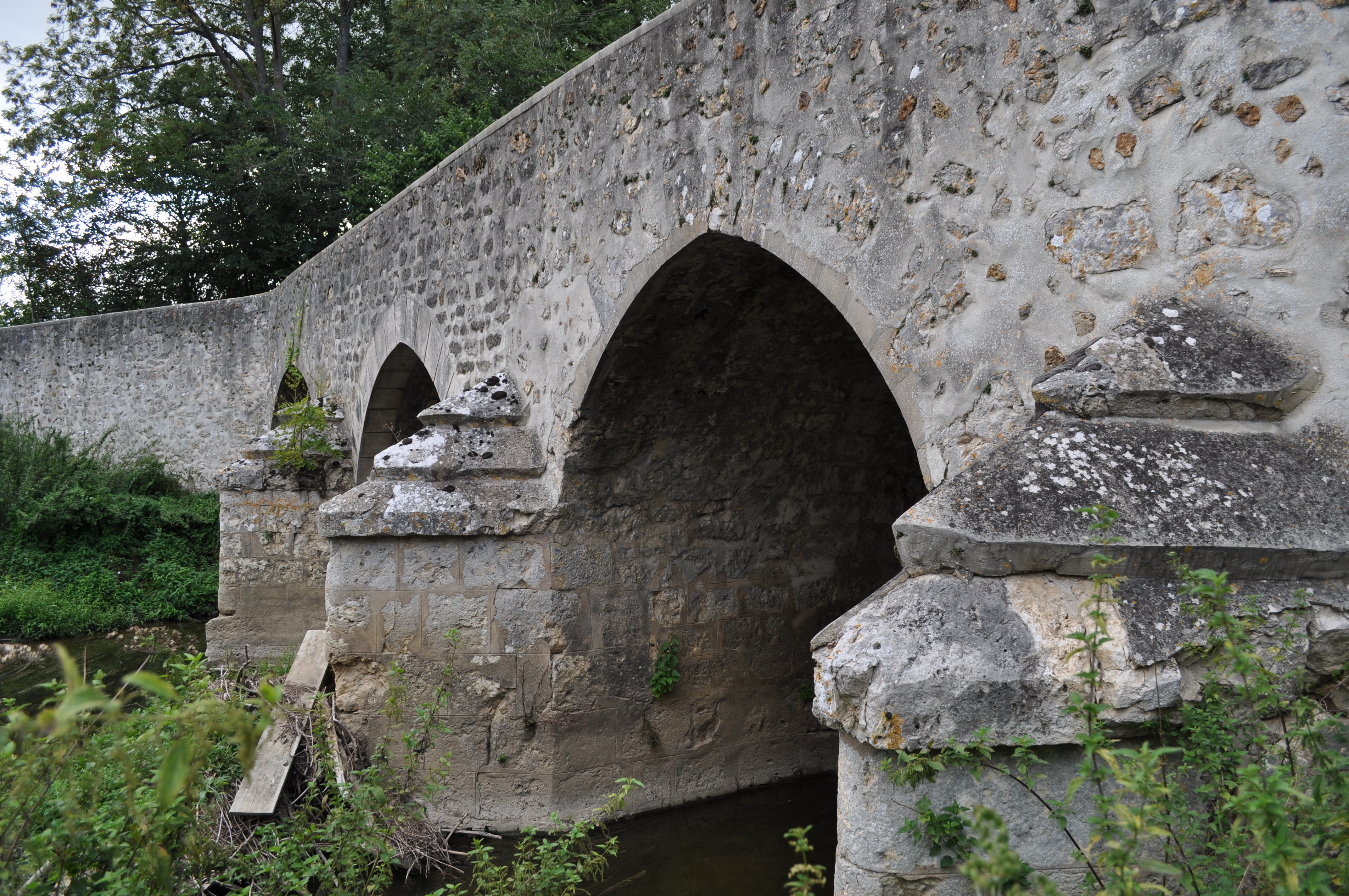
Le pont-Saint-Pierre.

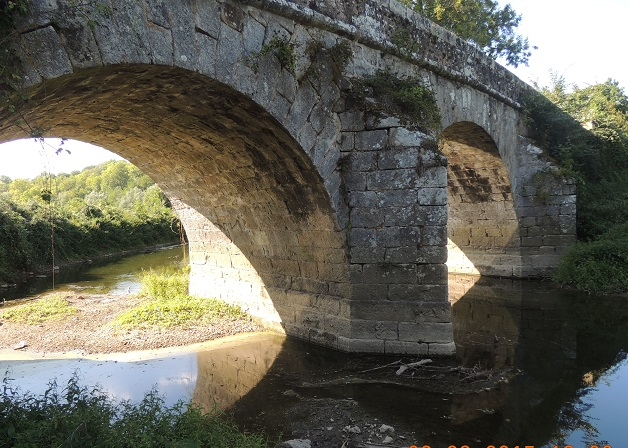
Le pont des Romains.

### Monuments et lieux remarquables
La commune compte quatre monuments répertoriés à l'inventaire des monuments historiques (Base Mérimée) :
- parc du château d'Evry, inscrit aux monuments historiques[84] ;
- jardin d'agrément dit parc du château de Grégy, inscrit aux monuments historiques[85] ;
- pont Saint-Pierre ou pont de Grégy, inscrit aux monuments historiques[86] ;
- pont des Romains dit le Vieux Pavé, inscrit aux monuments historiques[87].

### Autres lieux et monuments

#### Le château d'Évry
Le château en brique et en pierre du XVIe siècle est entouré d'un parc ; il contient une église et un colombier. Le domaine est privé.
À la suite du passage de l'ouragan Kirk sur la France le 9 octobre 2024, le mur d'enceinte du château cède en plusieurs endroits et libère les eaux du bassin de rétention dans les rues du village.

#### L'église d'Évry-les-Châteaux
Les plus anciens monuments qui font mention d'Évry l'appellent Everiacum sans que l'on puisse donner une étymologie satisfaisante de ce nom. Il est écrit dans les actes publics du XVIe siècle Esury ou Esvry. On l'appelait encore en 1692 Esvry ou Esury ; en Brie, il ne porta pour la première fois le titre d'Évry-les-Châteaux qu'en 1701.
L'église d'Évry existait dès la fin du XIIe siècle ou au plus tard au commencement du XIIIe ; du moins certaines parties sont-elles de cette époque comme le chœur et la tour ; le reste est plus moderne.

#### Le château de Grégy
Grégy, alias Gragy, Gratiacum, Graiacum, autrefois paroisse du doyenné du Vieux-Corbeil. On a fait venir le nom de Grégy de celui d'un romain nommé Gratus, d'où l'on prétend que l'on a fait Grajacum, puis Graji ; mais on ne doit point donner à ces étymologies forcées plus d'importance qu'elles n'en méritent. Il est mention de Grégy dans le pouillé du diocèse de Paris du XIIIe siècle, et une lettre de Thibault, évêque de Paris, de l'an 1150, confirme au prieuré de Saint-Martin la dîme de ce lieu.
Du temps de Philippe de Valois vivait un Jean, seigneur de Grégy.
Le village de Grégy est situé à l'extrémité occidentale d'une plaine, sur une sorte de promontoire formé par la rivière d'Yerres et par le petit ruisseau de Cornillot qui vient de Brie-Comte-Robert se jeter dans l'Yerres à cet endroit, à côté de la route royale de Paris à Genève par Melun, à trois lieues nord de cette dernière ville, à une petite lieue sud de Brie-Comte-Robert. Sa population est de cent-trente habitants ; son territoire est en terres labourables, en prairies et en vignes. Grégy est sur une petite éminence, dont le bas est arrosé d'un côté par la rivière d'Yerres, dans les saisons où elle coulait dessus terre comme par-dessous, et l'autre côté par le ruisseau de Cornillot, qui vient de Brie-Comte-Robert, et qui dans cet endroit se décharge dans le lit de la rivière d'Yerres ; c'est ce qui fait qu'il y a deux ponts au-dessous de ce village. Il y a beaucoup de vignes sur cette paroisse, à la faveur des coteaux différents. La pierre à bâtir n'y est pas rare. Saint-Pierre était le patron de l'église de ce lieu, laquelle pouvait avoir trois à quatre cents ans de bâtisse, et n'avait rien de remarquable que quelques inscriptions. Le portail était supporté vers le midi par une tour carrée qui subsiste encore. La plus ancienne tombe placée à l'entrée du chœur était gravée en lettres gothiques capitales ; elle venait sans doute de l'ancienne église, car, à la manière dont elle était taillée, étant plus étroite au pied que vers la tête, elle devait être de la fin du XIIIe siècle, ou du commencement du suivant.

### Personnalités liées à la commune
Thomas Solivéres : comédien français[réf. nécessaire].

### Héraldique
|  | Écartelé: au premier et au quatrième d'or au lévrier rampant de gueules et à la bordure crénelée de sable, au deuxième et au troisième d'argent à la tête de Maure tortillée du champ. Armes de la famille Brunet d'Évry : le quartier 1-4 est celui d'une famille chevaleresque de Provence dont ils croyaient descendre, le 2-3 celui de leurs ancêtres, bourgeois et échevin de Beaune (en Bourgogne) au XVIe siècle. |